# Distrikt Aasiaat
Aasiaat ist seit 2009 ein grönländischer Distrikt in Westgrönland. Er ist deckungsgleich mit der von 1950 bis 2008 bestehenden Gemeinde Aasiaat.

## Lage
Der Distrikt Aasiaat liegt an der Südküste der Diskobucht. Im Süden grenzt der Distrikt Kangaatsiaq an, im Osten der Distrikt Qasigiannguit und im Norden auf der anderen Seite der Bucht der Distrikt Qeqertarsuaq.

## Geschichte
Die Gemeinde Aasiaat entstand 1950 durch die Dekolonialisierung des Kolonialdistrikts Egedesminde, dessen Südteil jedoch zur Gemeinde Kangaatsiaq wurde. Bei der Verwaltungsreform 2009 wurde die Gemeinde Aasiaat in die Qaasuitsup Kommunia eingegliedert und zu einem Distrikt. Seit 2018 ist der Distrikt Aasiaat Teil der Kommune Qeqertalik.

## Orte
Neben der Stadt Aasiaat befinden sich folgende Dörfer im Distrikt Aasiaat:
- Akunnaaq
- Kitsissuarsuit

Daneben befanden sich die folgenden mittlerweile verlassenen Siedlungen in der damaligen Gemeinde bzw. im heutigen Distrikt:
- Killiit
- Manermiut
- Maniitsoq
- Nivaaq

## Wappen
Das Wappen ist horizontal weiß-blau geteilt und zeigt ein Spinnennetz. Die weiße Farbe symbolisiert das zugefrorene Meer nördlich von Aasiaat, die blaue Farbe das eisfreie Meer südlich der Stadt. Das Spinnennetz ist eine Anspielung auf den Stadtnamen („Spinnen“). Das Wappen wurde 1969 angenommen und war damit das erste Gemeindewappen Grönlands.

## Bevölkerungsentwicklung
Die Einwohnerzahl des Distrikts ist relativ stabil bis leicht rückläufig.